# 谷岡一郎
谷岡 一郎（たにおか いちろう、1956年8月18日 - ）は、日本の社会学者、学校法人谷岡学園理事長。大阪商業大学学長・総合経営学部教授。社会学博士。大阪府出身。

## 略歴
- 1956年 大阪府生まれ
- 1975年 灘高等学校 卒業
- 1980年 慶應義塾大学法学部法律学科 卒業
- 1983年 南カリフォルニア大学行政管理学部大学院修士課程 修了
- 1989年 南カリフォルニア大学社会学部大学院博士課程 修了,「The informal social control of high school student behavior in Osaka, Japan : a test of "the Web of Informal Control" theory of delinquency causation」（大阪の高校生におけるインフォーマルな社会統制」でPh.D.。
- 1997年 大阪商業大学 学長就任
- 2005年 学校法人谷岡学園 理事長就任

## 主な研究
- ギャンブル学
- 社会調査方法論
- 犯罪学

## 人物
祖父は大阪商業大学創設者の谷岡登、父は谷岡学園総長・理事の谷岡太郎。ギャンブルの研究については有名であり、『ギャンブリング*ゲーミング学会』を主宰し会長を務め、日本のカジノ合法化論議において提言を行っている。
元参議院議員（愛知選挙区）の谷岡郁子は姉。『爆笑問題のニッポンの教養』2010/5/25に出演。
高校2年の時にコントラクトブリッジを始める。
将棋界とも交流があり、その関係で2006年に日本将棋連盟から旧「将棋博物館」寄贈の資料を、大阪商業大学アミューズメント産業研究所に委託を受けた。
また、2006年に作られた囲碁史研究団体「囲碁史会」の初代会長ともなった（運営委員、相場一宏・秋山賢司）。また、アミューズメント産業研究所の東京分室として、「囲碁殿堂資料館」を日本棋院と共同で運営している。日本棋院囲碁大使をつとめる。囲碁殿堂表彰委員会委員。
また、著書『「社会調査」のウソ』等で、リサーチ・リテラシーに鈍感なアンケートの類がいかにメディアに誘導されるかについて、説いている。SFファンでもあり、大阪商業大学でSF入門の講義も担当している。

## 著書

### 単著
- 『ギャンブルフィーヴァー　依存症と合法化論争』〈中公新書〉1996年。
- 『ツキの法則　「賭け方」と「勝敗」の科学』〈PHP新書〉1997年。
- 『現代パチンコ文化考』〈ちくま新書〉1998年。
- 『ラスヴェガス物語　「マフィアの街」から「究極のリゾート」へ』〈PHP新書〉1999年。
- 『「社会調査」のウソ　リサーチ・リテラシーのすすめ』〈文春新書〉2000年。
- 『ビジネスに生かすギャンブルの鉄則』日本経済新聞社、2001年。
- 『確率・統計であばくギャンブルのからくり　「絶対儲かる必勝法」のウソ』講談社〈ブルーバックス〉、2001年。
- 『カジノが日本にできるとき　「大人社会」の経済学』〈PHP新書〉2002年。
- 『こうすれば犯罪は防げる　環境犯罪学入門』〈新潮選書〉2004年。
- 『ラスベガスの歴史　写真とエピソードで知る』 第5巻、大阪商業大学アミューズメント産業研究所〈大阪商業大学アミューズメント研究叢書〉、2004年。
- 『データはウソをつく　科学的な社会調査の方法』〈ちくまプリマー新書〉2007年。
- 『「図解」ツキの法則　「賭け方」と「勝敗」の科学』PHP研究所、2008年。
- 『脳がよろこぶ思考力アップ！パズル　エレガントに解ける魅惑の66題』PHP研究所、2008年。
- 『SFはこれを読め！』〈ちくまプリマー新書〉2008年。
- 『はじめての刑法入門』〈ちくまプリマー新書〉2009年。
- 『知的遊戯の歴史』大阪商業大学アミューズメント産業研究所〈大阪商業大学アミューズメント研究叢書 第11巻〉、2010年。
- 『エッシャーとペンローズ・タイル』PHP研究所〈PHPサイエンス・ワールド新書〉、2010年。
- 『40歳からの知的生産術』ちくま新書、2011
- 『負け方の王道』毎日コミュニケーションズ マイコミ新書 2011
- 『囲碁十九路盤の起源 創生と伝播に関する「統合「元嘉暦」仮説」』大阪商業大学アミューズメント産業研究所, 2013.
- 『科学研究とデータのからくり 日本は不正が多すぎる!』PHP新書 2015
- 『世界を変えた暦の歴史』PHP文庫 2018
- 『15夜 (いごのよる) 物語 囲碁エッセイ集』(大阪商業大学アミューズメント研究叢書 大阪商業大学アミューズメント産業研究所, 2018
- 『定年後の知的生産術』ちくま新書 2018
- 『ランキングのカラクリ』自由国民社, 2019
- 『悪魔の証明――なかったことを「なかった」と説明できるか』 (ちくま新書) 2021

### 共著・編著・共編著
- 松田道弘共著『カジノゲーム入門事典』東京堂出版、1996年。
- 仲村祥一共編 編『ギャンブルの社会学』世界思想社〈Sekaishiso seminar〉、1997年。
- 『私立大学の変革と活性化の方向　組織と政策の経営社会学』谷岡太郎監修、中井節雄共編、同友館、1997年。
- 谷川浩司共著『勝負運の法則　「ツキ」と「実力」の関係』PHP研究所、2002年。『「ツキ」と「実力」の法則　天才棋士とギャンブル学の権威に学ぶ』PHP文庫
- 宮塚利雄共編著 編『日本のギャンブル　公営・合法編』 第3巻、大阪商業大学アミューズメント産業研究所〈大阪商業大学アミューズメント研究叢書〉、2002年。
- 菊池光造共編 編『カジノ導入をめぐる諸問題 1』 第4巻 カジノ研究プロジェクト研究報告書、大阪商業大学アミューズメント産業研究所〈大阪商業大学アミューズメント研究叢書〉、2003年。
- 岸本裕一共編著 編『カジノ導入をめぐる諸問題 2』 第7巻 カジノ研究プロジェクト研究報告書、大坂商業大学アミューズメント産業研究所〈大阪商業大学アミューズメント研究叢書〉、2006年。
- 日本ポーカー研究会『The poker　全日本ポーカー選手権公式ガイドブック』森巣博共監修、扶桑社、2007年。
- 『週刊しゃかぽん　にっぽん・せかいビックリ社会誌』 26（宮本武蔵・大地震・ギャンブル・大仏・アルカトラズ刑務所）、伊藤育雄・内田正信・鳥越泰彦・山口正・山村武彦共監修、朝日新聞社〈朝日ジュニアシリーズ〉、2007年。
- 仁田道夫・岩井紀子共編 編『日本人の意識と行動　日本版総合的社会調査JGSSによる分析』東京大学出版会、2008年。
- 『カジノ導入をめぐる諸問題 3』(大阪商業大学アミューズメント研究叢書 第14巻. カジノ研究プロジェクト研究報告書) 美原融 共編著. 大阪商業大学アミューズメント産業研究所, 2014.3
- 『スポーツ・ベッティング :ブッキー・ビジネスと賭け方の研究 (大阪商業大学アミューズメント研究叢書 編著. 大阪商業大学アミューズメント産業研究所, 2017.3